# Oswald Mbuyiseni Mtshali
Oswald Mbuyiseni Mtshali (född 17 januari 1940) är en sydafrikansk poet. Han har skrivit både på zulu och engelska.
Mtshali arbetade i Soweto innan han 1971 debuterade med Sounds of a Cowhide Drum, som behandlar apartheid ur ett sydafrikanskt arbetarperspektiv. Sounds of a Cowhide Drum var den första diktsamlingen av en svart sydafrikansk poet att nå större spridning, vilket skapade debatt bland vita sydafrikaner.